# Tour de France 2019
Tour de France 2019 var den 106:e upplagan av cykeltävlingen Tour de France. Tävlingen pågick 6–28 juli 2019 och bestod av 21 etapper med en sammanlagd sträcka på 3 480 km.

## Etapper
| [ 2 ] [ 3 ] | Datum   | Start                   | Mål                          | Distans        | Typ     | Typ                      | Vinnare            |
| ----------- | ------- | ----------------------- | ---------------------------- | -------------- | ------- | ------------------------ | ------------------ |
| 1           | 6 juli  | Bryssel                 | Bryssel                      | 194,5 km       |         | Flack etapp              | Mike Teunissen     |
| 2           | 7 juli  | Bryssel                 | Bryssel                      | 27,6 km        |         | Tempoetapp (lag)         | Team Jumbo-Visma   |
| 3           | 8 juli  | Binche                  | Épernay                      | 215 km         |         | Kuperad etapp            | Julian Alaphilippe |
| 4           | 9 juli  | Reims                   | Nancy                        | 213,5 km       |         | Flack etapp              | Elia Viviani       |
| 5           | 10 juli | Saint-Dié-des-Vosges    | Colmar                       | 175,5 km       |         | Kuperad etapp            | Peter Sagan        |
| 6           | 11 juli | Mulhouse                | La Planche des Belles Filles | 160,5 km       |         | Bergsetapp               | Dylan Teuns        |
| 7           | 12 juli | Belfort                 | Chalon-sur-Saône             | 230 km         |         | Flack etapp              | Dylan Groenewegen  |
| 8           | 13 juli | Mâcon                   | Saint-Étienne                | 200 km         |         | Kuperad etapp            | Thomas De Gendt    |
| 9           | 14 juli | Saint-Étienne           | Brioude                      | 170,5 km       |         | Kuperad etapp            | Daryl Impey        |
| 10          | 15 juli | Saint-Flour             | Albi                         | 217,5 km       |         | Flack etapp              | Wout van Aert      |
|             | 16 juli | Vilodag                 | Vilodag                      | Vilodag        | Vilodag | Vilodag                  | Vilodag            |
| 11          | 17 juli | Albi                    | Toulouse                     | 167 km         |         | Flack etapp              | Caleb Ewan         |
| 12          | 18 juli | Toulouse                | Bagnères-de-Bigorre          | 209,5 km       |         | Bergsetapp               | Simon Yates        |
| 13          | 19 juli | Pau                     | Pau                          | 27,2 km        |         | Tempoetapp (individuell) | Julian Alaphilippe |
| 14          | 20 juli | Tarbes                  | Tourmalet Barèges            | 117,5 km       |         | Bergsetapp               | Thibaut Pinot      |
| 15          | 21 juli | Limoux                  | Foix Prat d'Albis            | 185 km         |         | Bergsetapp               | Simon Yates        |
|             | 22 juli | Vilodag                 | Vilodag                      | Vilodag        | Vilodag | Vilodag                  | Vilodag            |
| 16          | 23 juli | Nîmes                   | Nîmes                        | 177 km         |         | Flack etapp              | Caleb Ewan         |
| 17          | 24 juli | Pont du Gard            | Gap                          | 200 km         |         | Kuperad etapp            | Matteo Trentin     |
| 18          | 25 juli | Embrun                  | Valloire                     | 208 km         |         | Bergsetapp               | Nairo Quintana     |
| 19          | 26 juli | Saint-Jean-de-Maurienne | Tignes Col de l'Iseran       | 126,5 km 89 km |         | Bergsetapp               | Etappen avbröts    |
| 20          | 27 juli | Albertville             | Val Thorens                  | 130 km 59,5 km |         | Bergsetapp               | Vincenzo Nibali    |
| 21          | 28 juli | Rambouillet             | Paris (Champs-Élysées)       | 128 km         |         | Flack etapp              | Caleb Ewan         |

1. 1 2  På grund av hagel och ett jordskred avbröts etappen i förtid och målgången flyttades retroaktivt till Col de l'Iseran.[4][5][6] Tävlingsledningen meddelade att ingen etappsegrare utses och att priset till etappens mest offensive cyklist inte delas ut.[7]
2. ↑  På grund av dåliga väderförhållanden och risk för jordskred kortades etappen av.[8]

## Tävlingsutveckling
| Etapp         | Vinnare            | Totaltävlingen     | Poängtävlingen | Bergspristävlingen | Ungdomstävlingen | Lagtävlingen     | Super-combatif     |
| ------------- | ------------------ | ------------------ | -------------- | ------------------ | ---------------- | ---------------- | ------------------ |
| 1             | Mike Teunissen     | Mike Teunissen     | Mike Teunissen | Greg Van Avermaet  | Caleb Ewan       | Team Jumbo-Visma | Stéphane Rossetto  |
| 2             | Team Jumbo-Visma   | Mike Teunissen     | Mike Teunissen | Greg Van Avermaet  | Wout van Aert    | Team Jumbo-Visma | Tempoetapp         |
| 3             | Julian Alaphilippe | Julian Alaphilippe | Peter Sagan    | Tim Wellens        | Wout van Aert    | Team Jumbo-Visma | Tim Wellens        |
| 4             | Elia Viviani       | Julian Alaphilippe | Peter Sagan    | Tim Wellens        | Wout van Aert    | Team Jumbo-Visma | Michael Schär      |
| 5             | Peter Sagan        | Julian Alaphilippe | Peter Sagan    | Tim Wellens        | Wout van Aert    | Team Jumbo-Visma | Toms Skujiņš       |
| 6             | Dylan Teuns        | Giulio Ciccone     | Peter Sagan    | Tim Wellens        | Giulio Ciccone   | Trek-Segafredo   | Tim Wellens        |
| 7             | Dylan Groenewegen  | Giulio Ciccone     | Peter Sagan    | Tim Wellens        | Giulio Ciccone   | Trek-Segafredo   | Yoann Offredo      |
| 8             | Thomas De Gendt    | Julian Alaphilippe | Peter Sagan    | Tim Wellens        | Giulio Ciccone   | Trek-Segafredo   | Thomas De Gendt    |
| 9             | Daryl Impey        | Julian Alaphilippe | Peter Sagan    | Tim Wellens        | Giulio Ciccone   | Trek-Segafredo   | Tiesj Benoot       |
| 10            | Wout van Aert      | Julian Alaphilippe | Peter Sagan    | Tim Wellens        | Egan Bernal      | Movistar Team    | Natnael Berhane    |
| 11            | Caleb Ewan         | Julian Alaphilippe | Peter Sagan    | Tim Wellens        | Egan Bernal      | Movistar Team    | Aimé De Gendt      |
| 12            | Simon Yates        | Julian Alaphilippe | Peter Sagan    | Tim Wellens        | Egan Bernal      | Trek-Segafredo   | Matteo Trentin     |
| 13            | Julian Alaphilippe | Julian Alaphilippe | Peter Sagan    | Tim Wellens        | Enric Mas        | Trek-Segafredo   | Tempoetapp         |
| 14            | Thibaut Pinot      | Julian Alaphilippe | Peter Sagan    | Tim Wellens        | Egan Bernal      | Movistar Team    | Élie Gesbert       |
| 15            | Simon Yates        | Julian Alaphilippe | Peter Sagan    | Tim Wellens        | Egan Bernal      | Movistar Team    | Mikel Landa        |
| 16            | Caleb Ewan         | Julian Alaphilippe | Peter Sagan    | Tim Wellens        | Egan Bernal      | Movistar Team    | Alexis Gougeard    |
| 17            | Matteo Trentin     | Julian Alaphilippe | Peter Sagan    | Tim Wellens        | Egan Bernal      | Trek-Segafredo   | Matteo Trentin     |
| 18            | Nairo Quintana     | Julian Alaphilippe | Peter Sagan    | Romain Bardet      | Egan Bernal      | Movistar Team    | Greg Van Avermaet  |
| 19            | [ a ]              | Egan Bernal        | Peter Sagan    | Romain Bardet      | Egan Bernal      | Movistar Team    | [ a ]              |
| 20            | Vincenzo Nibali    | Egan Bernal        | Peter Sagan    | Romain Bardet      | Egan Bernal      | Movistar Team    | Vincenzo Nibali    |
| 21            | Caleb Ewan         | Egan Bernal        | Peter Sagan    | Romain Bardet      | Egan Bernal      | Movistar Team    | —                  |
| Slutställning | Slutställning      | Egan Bernal        | Peter Sagan    | Romain Bardet      | Egan Bernal      | Movistar Team    | Julian Alaphilippe |

1. 1 2  På grund av hagel och ett jordskred avbröts etapp 19 i förtid och målgången flyttades retroaktivt till Col de l'Iseran.[4][6] Tävlingsledningen meddelade att ingen etappsegrare utses och att priset till etappens mest offensive cyklist inte delas ut.[7]

## Slutställning

### Totaltävlingen
| [ 3 ] | Cyklist            | Lag                                 | Tid         |
| ----- | ------------------ | ----------------------------------- | ----------- |
| 1     | Egan Bernal        | Team Ineos                          | 82h 57' 00" |
| 2     | Geraint Thomas     | Team Ineos                          | + 1' 11"    |
| 3     | Steven Kruijswijk  | Team Jumbo-Visma                    | + 1' 31"    |
| 4     | Emanuel Buchmann   | Bora–Hansgrohe                      | + 1' 56"    |
| 5     | Julian Alaphilippe | Deceuninck-Quick-Step               | + 4' 05"    |
| 6     | Mikel Landa        | Movistar Team                       | + 4' 23"    |
| 7     | Rigoberto Urán     | EF Education First Pro Cycling Team | + 5' 15"    |
| 8     | Nairo Quintana     | Movistar Team                       | + 5' 30"    |
| 9     | Alejandro Valverde | Movistar Team                       | + 6' 12"    |
| 10    | Warren Barguil     | Arkéa-Samsic                        | + 7' 32"    |

### Poängtävlingen
| [ 3 ] | Cyklist            | Lag                   | Poäng |
| ----- | ------------------ | --------------------- | ----- |
| 1     | Peter Sagan        | Bora–Hansgrohe        | 316   |
| 2     | Caleb Ewan         | Lotto Soudal          | 248   |
| 3     | Elia Viviani       | Deceuninck-Quick-Step | 224   |
| 4     | Sonny Colbrelli    | Bahrain-Merida        | 209   |
| 5     | Michael Matthews   | Team Sunweb           | 201   |
| 6     | Matteo Trentin     | Mitchelton–Scott      | 192   |
| 7     | Jasper Stuyven     | Trek-Segafredo        | 167   |
| 8     | Greg Van Avermaet  | CCC Pro Team          | 149   |
| 9     | Dylan Groenewegen  | Team Jumbo-Visma      | 146   |
| 9     | Julian Alaphilippe | Deceuninck-Quick-Step | 119   |

### Ungdomstävlingen
| [ 3 ] | Cyklist           | Lag                   | Tid          |
| ----- | ----------------- | --------------------- | ------------ |
| 1     | Egan Bernal       | Team Ineos            | 82h 57' 00"  |
| 2     | David Gaudu       | Groupama-FDJ          | + 23' 58"    |
| 3     | Enric Mas         | Deceuninck-Quick-Step | + 58' 20"    |
| 4     | Laurens De Plus   | Team Jumbo-Visma      | + 1h 02' 44" |
| 5     | Gregor Mühlberger | Bora–Hansgrohe        | + 1h 04' 40" |
| 6     | Giulio Ciccone    | Trek-Segafredo        | + 1h 20' 49" |
| 7     | Lennard Kämna     | Team Sunweb           | + 1h 39' 36" |
| 8     | Tiesj Benoot      | Lotto Soudal          | + 2h 07' 28" |
| 9     | Nils Politt       | Katusha-Alpecin       | + 2h 14' 28" |
| 10    | Élie Gesbert      | Arkéa-Samsic          | + 2h 33' 02" |

### Bergspristävlingen
| [ 3 ] | Cyklist           | Lag              | Poäng |
| ----- | ----------------- | ---------------- | ----- |
| 1     | Romain Bardet     | Ag2r-La Mondiale | 86    |
| 2     | Egan Bernal       | Team Ineos       | 78    |
| 3     | Tim Wellens       | Lotto Soudal     | 75    |
| 4     | Damiano Caruso    | Bahrain-Merida   | 67    |
| 5     | Vincenzo Nibali   | Bahrain-Merida   | 59    |
| 6     | Simon Yates       | Mitchelton–Scott | 59    |
| 7     | Nairo Quintana    | Movistar Team    | 58    |
| 8     | Aleksej Lutsenko  | Astana Pro Team  | 45    |
| 9     | Steven Kruijswijk | Team Jumbo-Visma | 44    |
| 10    | Mikel Landa       | Movistar Team    | 42    |

### Lagtävlingen
| [ 3 ] | Lag                                 | Tid          |
| ----- | ----------------------------------- | ------------ |
| 1     | Movistar Team                       | 248h 58' 15" |
| 2     | Trek-Segafredo                      | + 47' 54"    |
| 3     | Team Ineos                          | + 57' 52"    |
| 4     | EF Education First Pro Cycling Team | + 1h 25' 57" |
| 5     | Bora–Hansgrohe                      | + 1h 29' 30" |
| 6     | Groupama-FDJ                        | + 1h 42' 29" |
| 7     | Team Jumbo-Visma                    | + 1h 52' 55" |
| 8     | Ag2r-La Mondiale                    | + 2h 08' 17" |
| 9     | UAE Team Emirates                   | + 2h 10' 32" |
| 10    | Astana Pro Team                     | + 2h 27' 37" |

## Deltagare
| Nr | Namn                 |
| -- | -------------------- |
| 1  | Geraint Thomas       |
| 2  | Egan Bernal          |
| 3  | Jonathan Castroviejo |
| 4  | Michał Kwiatkowski   |
| 5  | Gianni Moscon        |
| 6  | Wout Poels           |
| 7  | Luke Rowe            |
| 8  | Dylan van Baarle     |

| Nr | Namn                  |
| -- | --------------------- |
| 11 | Peter Sagan           |
| 12 | Emanuel Buchmann      |
| 13 | Marcus Burghardt      |
| 14 | Patrick Konrad        |
| 15 | Gregor Mühlberger     |
| 16 | Daniel Oss            |
| 17 | Lukas Pöstlberger     |
| 18 | Maximilian Schachmann |

| Nr | Namn                |
| -- | ------------------- |
| 21 | Julian Alaphilippe  |
| 22 | Kasper Asgreen      |
| 23 | Dries Devenyns      |
| 24 | Yves Lampaert       |
| 25 | Enric Mas           |
| 26 | Michael Mørkøv      |
| 27 | Maximiliano Richeze |
| 28 | Elia Viviani        |

| Nr | Namn              |
| -- | ----------------- |
| 31 | Romain Bardet     |
| 32 | Mikaël Cherel     |
| 33 | Benoît Cosnefroy  |
| 34 | Mathias Frank     |
| 35 | Tony Gallopin     |
| 36 | Alexis Gougeard   |
| 37 | Oliver Naesen     |
| 38 | Alexis Vuillermoz |

| Nr | Namn                |
| -- | ------------------- |
| 41 | Vincenzo Nibali     |
| 42 | Damiano Caruso      |
| 43 | Sonny Colbrelli     |
| 44 | Rohan Dennis        |
| 45 | Iván García Cortina |
| 46 | Matej Mohorič       |
| 47 | Dylan Teuns         |
| 48 | Jan Tratnik         |

| Nr | Namn                  |
| -- | --------------------- |
| 51 | Thibaut Pinot         |
| 52 | William Bonnet        |
| 53 | David Gaudu           |
| 54 | Stefan Küng           |
| 55 | Matthieu Ladagnous    |
| 56 | Rudy Molard           |
| 57 | Sébastien Reichenbach |
| 58 | Anthony Roux          |

| Nr | Namn               |
| -- | ------------------ |
| 61 | Nairo Quintana     |
| 62 | Alejandro Valverde |
| 63 | Andrey Amador      |
| 64 | Imanol Erviti      |
| 65 | Mikel Landa        |
| 66 | Nelson Oliveira    |
| 67 | Marc Soler         |
| 68 | Carlos Verona      |

| Nr | Namn                |
| -- | ------------------- |
| 71 | Jakob Fuglsang      |
| 72 | Pello Bilbao        |
| 73 | Omar Fraile         |
| 74 | Hugo Houle          |
| 75 | Gorka Izagirre      |
| 76 | Aleksej Lutsenko    |
| 77 | Magnus Cort Nielsen |
| 78 | Luis León Sánchez   |

| Nr | Namn                  |
| -- | --------------------- |
| 81 | Steven Kruijswijk     |
| 82 | George Bennett        |
| 83 | Laurens De Plus       |
| 84 | Dylan Groenewegen     |
| 85 | Amund Grøndahl Jansen |
| 86 | Tony Martin           |
| 87 | Mike Teunissen        |
| 88 | Wout Van Aert         |

| Nr | Namn                |
| -- | ------------------- |
| 91 | Rigoberto Urán      |
| 92 | Alberto Bettiol     |
| 93 | Simon Clarke        |
| 94 | Tanel Kangert       |
| 95 | Sebastian Langeveld |
| 96 | Tom Scully          |
| 97 | Tejay Van Garderen  |
| 98 | Michael Woods       |

| Nr  | Namn                    |
| --- | ----------------------- |
| 101 | Adam Yates              |
| 102 | Luke Durbridge          |
| 103 | Jack Haig               |
| 104 | Michael Hepburn         |
| 105 | Daryl Impey             |
| 106 | Christopher Juul-Jensen |
| 107 | Matteo Trentin          |
| 108 | Simon Yates             |

| Nr  | Namn                 |
| --- | -------------------- |
| 111 | Greg Van Avermaet    |
| 112 | Patrick Bevin        |
| 113 | Alessandro De Marchi |
| 114 | Simon Geschke        |
| 115 | Serge Pauwels        |
| 116 | Joey Rosskopf        |
| 117 | Michael Schär        |
| 118 | Łukasz Wiśniowski    |

| Nr  | Namn                 |
| --- | -------------------- |
| 121 | Dan Martin           |
| 122 | Fabio Aru            |
| 123 | Sven Erik Bystrøm    |
| 124 | Rui Costa            |
| 125 | Sergio Henao         |
| 126 | Alexander Kristoff   |
| 127 | Vegard Stake Laengen |
| 128 | Jasper Philipsen     |

| Nr  | Namn           |
| --- | -------------- |
| 131 | Richie Porte   |
| 132 | Julien Bernard |
| 133 | Giulio Ciccone |
| 134 | Koen de Kort   |
| 135 | Fabio Felline  |
| 136 | Bauke Mollema  |
| 137 | Toms Skujiņš   |
| 138 | Jasper Stuyven |

| Nr  | Namn                 |
| --- | -------------------- |
| 141 | Michael Matthews     |
| 142 | Nikias Arndt         |
| 143 | Cees Bol             |
| 144 | Chad Haga            |
| 145 | Lennard Kämna        |
| 146 | Wilco Kelderman      |
| 147 | Søren Kragh Andersen |
| 148 | Nicolas Roche        |

| Nr  | Namn                |
| --- | ------------------- |
| 151 | Christophe Laporte  |
| 152 | Natnael Berhane     |
| 153 | Nicolas Edet        |
| 154 | Jesús Herrada       |
| 155 | Anthony Perez       |
| 156 | Pierre-Luc Périchon |
| 157 | Stéphane Rossetto   |
| 158 | Julien Simon        |

| Nr  | Namn            |
| --- | --------------- |
| 161 | Caleb Ewan      |
| 162 | Tiesj Benoot    |
| 163 | Jasper De Buyst |
| 164 | Thomas De Gendt |
| 165 | Jens Keukeleire |
| 166 | Roger Kluge     |
| 167 | Maxime Monfort  |
| 168 | Tim Wellens     |

| Nr  | Namn              |
| --- | ----------------- |
| 171 | Lilian Calmejane  |
| 172 | Niccolò Bonifazio |
| 173 | Fabien Grellier   |
| 174 | Paul Ourselin     |
| 175 | Romain Sicard     |
| 176 | Rein Taaramäe     |
| 177 | Niki Terpstra     |
| 178 | Anthony Turgis    |

| Nr  | Namn               |
| --- | ------------------ |
| 181 | Ilnur Zakarin      |
| 182 | Jens Debusschere   |
| 183 | Alex Dowsett       |
| 184 | José Gonçalves     |
| 185 | Marco Haller       |
| 186 | Nils Politt        |
| 187 | Mads Würtz Schmidt |
| 188 | Rick Zabel         |

| Nr  | Namn                 |
| --- | -------------------- |
| 191 | Guillaume Martin     |
| 192 | Frederik Backaert    |
| 193 | Aimé De Gendt        |
| 194 | Odd Christian Eiking |
| 195 | Xandro Meurisse      |
| 196 | Yoann Offredo        |
| 197 | Andrea Pasqualon     |
| 198 | Kevin Van Melsen     |

| Nr  | Namn                        |
| --- | --------------------------- |
| 201 | Edvald Boasson Hagen        |
| 202 | Lars Bak                    |
| 203 | Steve Cummings              |
| 204 | Reinardt Janse Van Rensburg |
| 205 | Ben King                    |
| 206 | Roman Kreuziger             |
| 207 | Giacomo Nizzolo             |
| 208 | Michael Valgren             |

| Nr  | Namn              |
| --- | ----------------- |
| 211 | Warren Barguil    |
| 212 | Maxime Bouet      |
| 213 | Anthony Delaplace |
| 214 | Élie Gesbert      |
| 215 | André Greipel     |
| 216 | Kévin Ledanois    |
| 217 | Amaël Moinard     |
| 218 | Florian Vachon    |

### Deltagare som ej fullföljde tävlingen
Etapp 6

- Patrick Bevin (CCC)[31]
- Nicolas Edet (COF)[31]

Etapp 8

- Tejay Van Garderen (EF1)[31]
- Christophe Laporte (COF)[31]

Etapp 9

- Alessandro De Marchi (CCC)[31]

Etapp 11

- Niki Terpstra (TDE)[31]
- Rick Zabel (TKA)[31]

Etapp 12

- Rohan Dennis (TBM)[31]
- Jasper Philipsen (UAD)[31]
- Giacomo Nizzolo (TDD)[31]

Etapp 13

- Wout Van Aert (TJV)[31]

Etapp 14

- Maximilian Schachmann (BOH)[31]

Etapp 16

- Jakob Fuglsang (AST)[31]
- Wilco Kelderman (SUN)[31]

Etapp 17

- Cees Bol (SUN)[31]
- Tony Martin (TJV)[31]
- Luke Rowe (INS)[31]
- Luis León Sánchez (AST)[31]

Etapp 18

- Søren Kragh Andersen (SUN)[31]
- Lukas Pöstlberger (BOH)[31]

Etapp 19

- Thibaut Pinot (GFC)[31]